# Пирамида (Царское Село)
Пирамида (египетская пирамида, пирамида из дикого камня, пирамида с урнами, пирамидальный мавзолей, пирамидальная беседка, китайская пирамида) — памятник архитектуры. Расположен в Екатерининском парке Пушкина к югу от Мраморного моста.

## История
Пирамида была построена В. И. Нееловым в 1770—1771 годах. В 1782 году (или в 1781 году, или в 1784 году) павильон был разобран из-за ветхости, отстроен заново Чарльзом Камероном в 1783 году. При строительстве между Камероном, подрядчиком Евдокимом Ждановым и руководителем каменотёсов Иваном Балакшином вышел спор о лучшем способе крепления, в итоге Камерон прислушался к Жданову и использовал железные скобы и свинец.

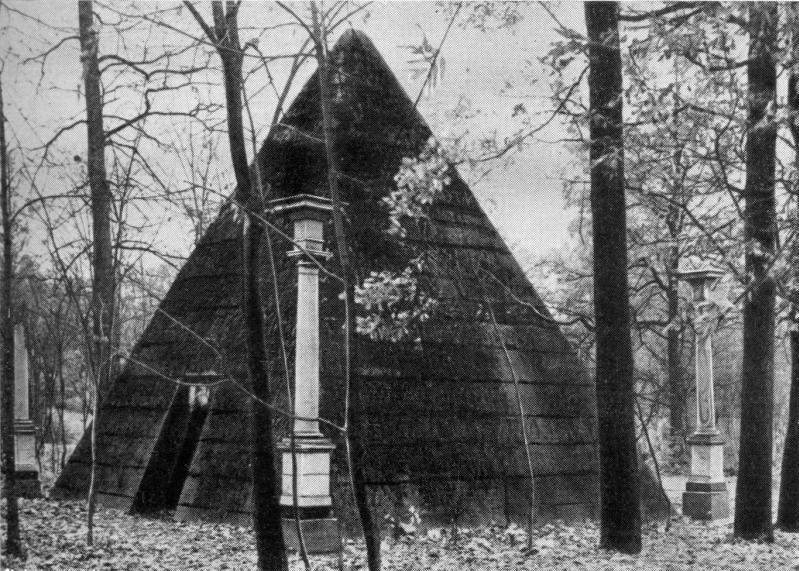
Пирамида с колоннами, 1910 год

В 1773 году по углам строения были расположены четыре мраморные колонны на пьедесталах из разноцветных мраморов. У пирамиды Неелова они стояли почти вплотную к углам, Камерон изменил лишь украшения поверху, сделав их в форме ваз. На 2020-е годы колонны отсутствуют, предположительно они обрушились в середине 1960-х годов.
Павильон сделан из кирпича, облицован тёсаным гранитом. У пирамиды четыре грани. Вход ведёт в перекрытое цилиндрическим куполом помещение, в стенных нишах (чередуются прямоугольные и полукруглые, что создаёт впечатление более просторного помещения) находилась коллекция античных урн и ваз, позднее перенесённая в Эрмитаж. У пирамиды Неелова был прямоугольный вход с классическим портиком с фронтоном, вход у Камерона более простой, сужается вместе с сужением грани сооружения. В изначальном строении внутренний зал был прямоугольным, у Камерона зал стал круглым с куполом, с освещением через окна малого купола. На полу — мраморные плиты.

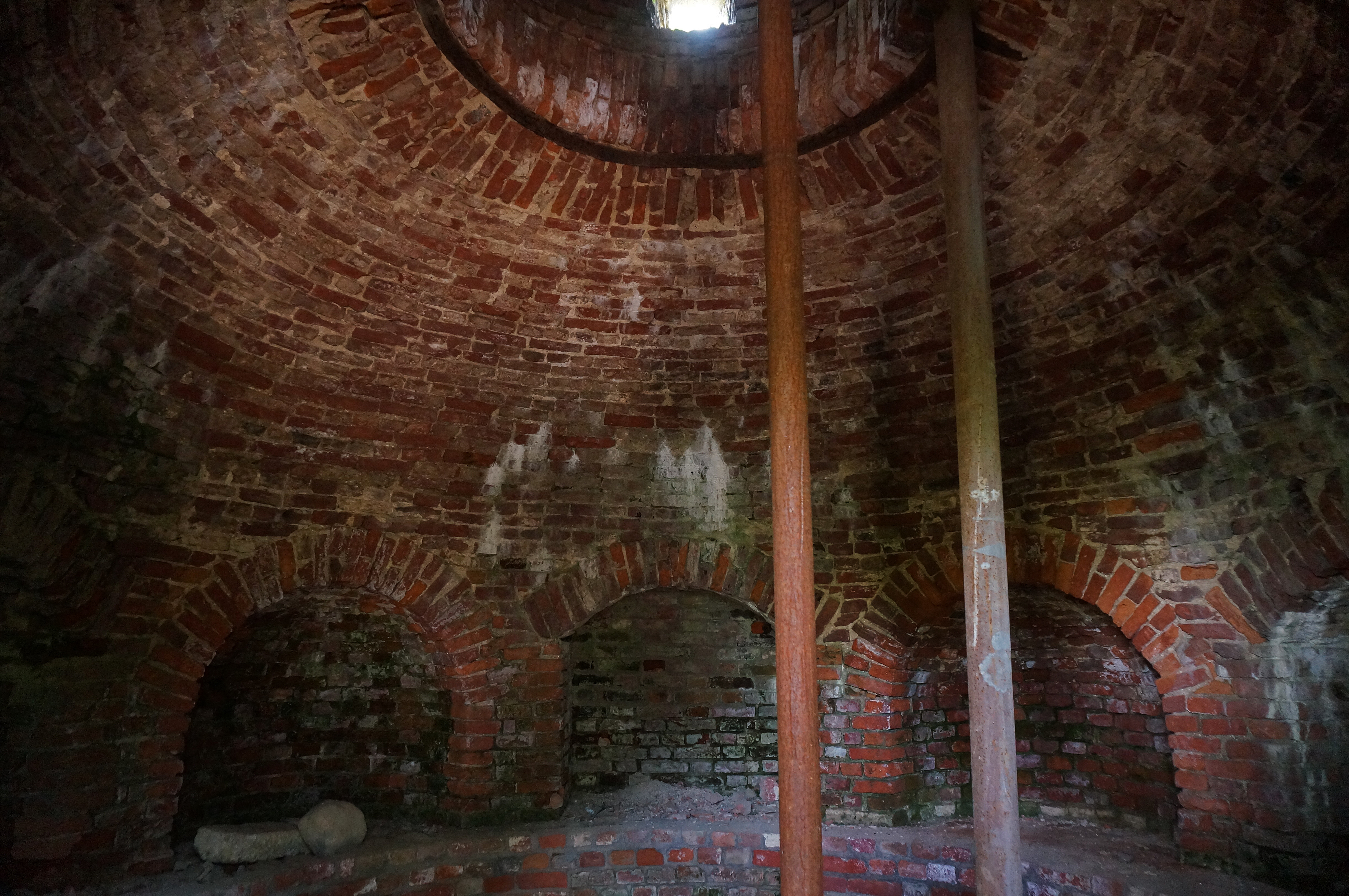
Внутри павильона, 2023 год

У основания пирамиды с противоположной от входа стороне похоронены собачки Екатерины II: Том Андерсон, Земира и Дюшес. Каждое погребение было отмечено беломраморными досками с эпитафиями. Доски не сохранились, но известно, что эпитафию Дюшес написала сама Екатерина («Под Камнем сим лежит Дюшесса Андерсон, которою укушен искусный Роджерсон»), а граф Сегюр сочинил эпитафию для Земиры.